# Масагутов, Рим Хакимович
 Масагутов Рим Хакимович (20 августа 1946, с. Исмаилово) — советский горный инженер-геолог, доктор геолого-минералогических наук (2002), член-корреспондент  АН РБ, Заслуженный геолог РБ (2000).

## Биография
Масагутов Рим Хакимович  родился 20 августа 1946 года в с. Исмаилово Дюртюлинского района Башкирской АССР.
В 1966 году окончил Октябрьский нефтяной техникум, в 1972 году - Пермский политехнический институт. По специальности - горный инженер-геолог.
Место работы: в 1966–1972 годах – техник-геолог, старший геолог Бирской геолого-поисковой конторы, в 1973–1974 гг. – старший геолог Туймазинской геолого-поисковой конторы, в 1974–1980 гг. – начальник смены центральной инженерно-технологической службы, заместитель начальника геологического отдела Краснохолмского УБР, в 1980–1987 гг. – гл. геолог Туймазинской геолого-поисковой конторы, с 1987 г. – заведующий лабораторией, заведующий отделом, с 2004 г. – заместитель начальника отдела ДООО «Геопроект» (г. Уфа).
Тема докторской диссертации Масагулова «Литолого-стратиграфическая характеристика и палеогеография позднего докембрия Башкирского Приуралья» (2002г).
Область научной деятельности Масагутова Рима Хакимовича -  изучение происхождения, поиск и разведка «рукавообразных» залежей углеводородов на Башкирском своде.  Он показал наличие и механизм формирования постседиментационных грабенообразных прогибов и их нефтеконтролирующей функции, проанализирова геологическое строение додевонских отложений и перспектив нефтегазоносности РБ.

## Труды
Масагутов Рим Хакимович - автор 210 печатных работ, включая 3 монографий.
Масагутов Р.Х., Иванов Д.И., Дьяконова О.Б. Литологическая и промыслово-геофизическая характеристика приютовской свиты верхнего рифея Юрюзано-Сылвенской депрессии// Проблемы геологии, геофизики, бурения и добычи нефти /Сб. статей аспирантов и молодых спец. – Уфа, 2004. –С. 25-32.
Масагутов Р.Х., Иванова Т.В., Дьяконова О.Б., Иванов Д.И. Верхний протерозой параметрической скв. 1 Восточно-Аскинской/ Геология, геофизика и разработка нефтяных и газовых месторождений. №1, 2006. - С. 30-37.
Масагутов Р.Х., Иванова Т.В., Лозин Е.В., Дьяконова О.Б., Иванов Д.И. Сопоставление разрезов рифея Камско-Бельской грабеновой впадины/ Мат-лы VI межрегиональной науч.-практ. конф. Уфа, март, 2006. – С.51.

## Награды и звания
Заслуженный геолог РБ (2000). Лауреат Уральской горной премии (1997)